# Brits-Franse bijstandverklaring
De Brits-Franse bijstandsverklaring is een benaming voor de verklaring op 31 maart 1939 door de regeringen van Groot-Brittannië en Frankrijk over de onafhankelijkheid van Polen. Inhoudelijk ging het om een belofte van bijstand onder alle mogelijke vormen voor het geval Polen tot militaire verdediging van zijn soevereiniteit zou gedwongen worden. Deze verklaring werd door eerste minister Neville Chamberlain in naam van de Britse en Franse regering in het Lagerhuis neergelegd.
Na de Italiaanse bezetting van Albanië in april 1939, werden gelijkaardige verklaringen in het voordeel van Roemenië en Griekenland neergelegd.

## Gevolgen
Hitler was van mening dat deze intentieverklaringen als afschrikkingsmiddel bedoeld waren, zonder concrete actieplannen.
Frankrijk versterkte zijn sinds 1921 bestaande band met Polen door een wederzijdse bijstandsplicht in geval van een Duitse aanval (Kasprzycki-Gamelin-Conventie, 19 mei 1939).
Bij het bezoek van de Poolse minister van buitenlandse zaken Józef Beck, begin april 1939, werd de formalisering in de vorm van een wederzijds bijstandspakt afgesproken. De effectieve inhoud ervan diende evenwel nog concreet besproken te worden.
Met het Staalpact met Italië en het Molotov-Ribbentroppact met de Sovjet-Unie - waarin een geheime clausule over de opdeling van Polen en andere Oost-Europese staten was opgenomen - had Hitler onder andere als bedoeling een militair ingrijpen in Polen door de westelijke machten te voorkomen.
Kort na de bekendmaking van het Molotov-Ribbentroppact ratificeerde Groot-Brittannië op 25 augustus het op 15 augustus ondertekende pact met Polen.
Frankrijk en Groot-Brittannië verklaarden dat, in geval van een militaire aanval tegen Polen, zij de oorlog aan die macht zouden verklaren.
In de officiële tekst wordt de aanvaller niet geïdentificeerd, maar in het geheim bijlageprotocol werd verduidelijkt dat met de "aanvaller" Duitsland wordt bedoeld.

## "Verraad van het Westen"
De steun aan Polen na de Duitse aanval bleef duidelijk ondermaats. Volgens de Frans-Poolse overeenkomst had binnen de 15 dagen na de Duitse intocht in Polen, een groot Frans offensief aan de Duitse westgrens moeten starten. In werkelijkheid bleef het Saaroffensief beperkt tot enkele kilometers.
Het Verenigd Koninkrijk begon op 3 september een mariene blokkade door de Royal Navy van Duitsland en op 4 september bombardeerde de Royal Air Force de basis Wilhelmshaven van de Duitse Kriegsmarine.
Polen vroeg het Verenigd Koninkrijk om een oorlogslening van 60 miljoen Pond sterling en kreeg op 2 augustus een lening van 9 miljoen pond, minder dan Turkije tezelfdertijd ontving.
Het uitblijven van daadwerkelijk militaire steun wordt tot vandaag in Polen "Het verraad van het Westen" genoemd.
Een bijkomende complicatie was het feit dat Polen niet met een formele oorlogsverklaring aan de Sovjet-Unie gereageerd had toen de Sovjet-troepen Polen binnentrokken, maar die oorlogsverklaring aan de Sovjet-Unie wel eisten van Groot-Brittannië, dat daar op dat moment niet wou op ingaan.
Het is omstreden of de Poolse ambassadeur in Londen, graaf Edward Bernard Raczyński, op de hoogte was van de geheime bijlage aan de bijstandsverklaring, dat de bijstand bij agressie tot Duitsland beperkte.